# Овинец (Плюсский район)
Овинец — деревня в Плюсском районе Псковской области. Входит в сельское поселение Плюсская волость.

## География
Деревня в 1 км от на правого берега реки Чёрная (левого притока Плюссы), в 11 км к северо-западу от районного центра — посёлка Плюсса и в 7 км к юго-востоку от деревни Должицы.

## Население
Численность населения деревни по оценке на конец 2000 года составляла 6 человек, по переписи 2002 года — 7 человек.

## История
В 1867 году временнообязанные крестьяне деревни выкупили свои земельные наделы у великой княгини Елены Павловны и стали собственниками земли.
До 1 января 2006 года деревня входила в состав ныне упразднённой Должицкой волости.